# ليفينته كسيك
ليفينته كسيك (بالرومانية: Levente Csik)‏ (29 أبريل 1974 بساتو ماري في رومانيا - ) هو لاعب كرة قدم روماني في مركز الدفاع. لعب مع دينامو بوخارست ودينامو دريسدن ونادي براشوف وSC Borea Dresden ‏ ونادي أولمبيا ساتو ماري ‏ وبروسيا فلدا ‏ ونادي بلاوين ‏.

## روابط خارجية
- ليفينته كسيك على موقع قاعدة بيانات كرة القدم.إي يو (الإنجليزية)
- ليفينته كسيك على موقع عالم كرة القدم.نت (الإنجليزية)